# Konsumentensouveränität
Konsumentensouveränität ist ein normativ wie deskriptiv gebrauchter Begriff der Volkswirtschaftslehre. Er besagt in deskriptiver Lesart, dass die Verbraucher (Konsumenten) durch ihre Konsumentscheidungen Art und Umfang der Produktion steuern ("Primat des Konsumenteninteresses"). Das heißt, dass der Konsument bestimmt, wie viel von welchen Gütern hergestellt bzw. Dienstleistungen angeboten werden. Auch nimmt er Einfluss auf die Qualität der Produkte.
In der normativen Wirtschaftslehre dominiert eine Bedeutung von Konsumentensouveränität als liberales Leitbild: Es ist gut, wenn jede Person erhält, was sie gern möchte – solange sie sich innerhalb der Grenzen bewegt, die durch gleichgelagerte Wünsche anderer Personen gezogen werden.
Der Ausdruck Konsumentensouveränität (engl. consumers' sovereignty) wurde wahrscheinlich von William H. Hutt erstmals in der ökonomischen Literatur verwendet.

## Ideengeschichte
Seit dem klassischen Liberalismus des Adam Smith werden sowohl normative wie deskriptive Aspekte der Rolle der Konsumenten in der Wirtschaft diskutiert. So betont Smith, dass die Befriedigung der Interessen der Konsumenten der einzige Zweck ("sole end and purpose") der Produktion sei. Allein in Bezug auf diese Aufgabe seien die Interessen der Produzenten von Belang. Andererseits weist Smith auf funktionale und kausale Abhängigkeiten hin: So übe die Nachfrage am Markt eine Lenkungswirkung auf die Art und Menge der Produktion aus. Durch die als "unsichtbare Hand" bezeichnete faktische Koordinationswirkung des Wettbewerbs würden die Interessen der Produzenten auf die Interessen der Konsumenten ausgerichtet und die Einzelinteressen im Allgemeininteresse vereinigt.
Wilhelm Röpke umschreibt die Konsumentensouveränität als "Demokratie der Konsumenten". Voraussetzung dafür, dass die Produzenten die Wünsche der Konsumenten erkennen sei ein Apparat, der diese Wünsche anzeigt, und der einzige Apparat, der dies leisten könne sei der Markt.

## Abgrenzung Konsumentensouveränität-Konsumfreiheit
Teilweise wird der Begriff der Konsumentensouveränität explizit von dem der Konsumfreiheit geschieden.

## Leitbild der Wettbewerbspolitik
Da der Verbraucher in diesem Leitbild die Produktion steuert, muss der Staat nur Wettbewerbspolitik betreiben, damit Marktkonzentrationen oder Monopole nicht zustande kommen können. Dies lässt sich z. B. durch ein Kartellamt bewerkstelligen. Im normativen Sinne beinhaltet das Leitbild der Konsumentensouveränität den Auftrag, die Lenkungsfunktion der Verbraucher im Falle unzulässiger Beschränkungen zu stärken.

## Verwirklichung
Je nach Marktform ist das Ausmaß der Konsumentensouveränität unterschiedlich. Ein hohes Maß an Konsumentensouveränität ist bei vollständiger Konkurrenz gegeben, während ein Angebotsmonopol mit einem Verlust an Konsumentensouveränität einhergeht.
Eine zentrale Voraussetzung der Konsumentensouveränität ist, dass es um marktfähige Güter geht. Bei nicht marktfähigen Gütern ist hingegen von einem Marktversagen auszugehen. Dies wird zum Beispiel bei Sozialleistungen angenommen.

## Kritik
Kritiker der Idee der Konsumentensouveränität gehen vielfach davon aus, dass sie mit dem Modell der vollständigen Konkurrenz verbunden sei. Das heißt, es gibt einen atomistischen Markt und einen vollkommenen Markt. Dies setzt voraus, dass es keine persönlichen, zeitlichen und räumlichen Präferenzen des Konsumenten gibt und die Güter homogen sind. Darüber hinaus herrscht Markttransparenz (vollständige Information). Auch gibt es keine "time lags", dies bedeutet, dass die Anbieter ohne zeitliche Verzögerung auf Reaktionen innerhalb des Marktes reagieren können. Des Weiteren muss gelten, dass der Marktzutritt frei ist.
Da die idealtypischen Modelle in der Realität nie vollständig anzutreffen sind, ist es bei der Betrachtung realer Wirtschaftssysteme nur sinnvoll, nach dem Grad der Konsumentensouveränität zu fragen.
Des Weiteren fehlt in der Realität die vollständige Markttransparenz. Je nach den realen Bedingungen eines Geschäfts kann dies zu mehr oder weniger starken Abweichungen vom Leitbild der Konsumentensouveränität führen. So fehlt den Konsumenten bei technisch komplexen Produkten häufig die Kenntnis darüber wo, unter welchen Bedingungen und mit welchen Qualitätsstandards die Produkte hergestellt wurden, zumal der Verbraucher oft nur wenig Zeit für die Kaufentscheidung zur Verfügung hat.

## Konkurrierende Vorstellung
Den Gegenpol zur Vorstellung der Konsumentensouveränität bildet die These einer Produzentensouveränität. Demnach gehen die Lenkungskräfte nicht von den Verbrauchern, sondern von den Produzenten aus, die die Bedürfnisse der Verbraucher durch Marketing beliebig formen könnten; der Konsument habe keinen maßgeblichen Einfluss auf die Produktion. Aus dieser Vorstellung wird normativ die Notwendigkeit eines starken Verbraucherschutzes abgeleitet.

## Belege
1. ↑  vgl. Dietmar Jeschke: Konsumentensouveränität in der Marktwirtschaft. 1975, S. 33.
2. ↑  Dietmar Jeschke: Konsumentensouveränität in der Marktwirtschaft. 1975, S. 19f.
3. ↑  Robert Sugden: The Opportunity Criterion: Consumer Sovereignty without the Assumption of CoherentPreferences. In: The American Economic Review. 94(4), (2004), S. 1014–1033.
4. ↑  Dietmar Jeschke: Konsumentensouveränität in der Marktwirtschaft. 1975, S. 20.
5. ↑  Dietmar Jeschke: Konsumentensouveränität in der Marktwirtschaft. 1975, S. 16ff.
6. ↑  Dietmar Jeschke: Konsumentensouveränität in der Marktwirtschaft. 1975, S. 27.
7. ↑  Dietmar Jeschke: Konsumentensouveränität in der Marktwirtschaft. 1975, S. 32ff.
8. ↑  Hermann May (Hrsg.): Handbuch zur ökonomischen Bildung. Ausgabe 9. Oldenbourg Wissenschaftsverlag, 2008, ISBN 978-3-486-58740-1, S. 83.
9. ↑  Dietmar Jeschke: Konsumentensouveränität in der Marktwirtschaft. 1975, S. 219.
10. ↑  Birgit Wiese: Konsumentensouveränität im Bereich sozialer Dienstleistungen: ein Mittel zur sozialen Integration?: Eine qualitative Studie am Beispiel der Obdach- und Wohnungslosenhilfe. Peter Lang, 2009, ISBN 978-3-631-58541-2, S. 97 ff.
11. ↑  Vgl. Dietmar Jeschke: Konsumentensouveränität in der Marktwirtschaft. 1975, S. 210.
12. ↑  Willi Albers, Anton Zottmann (Hrsg.): Handwörterbuch der Wirtschaftswissenschaft (HdWW). Band 4, Vandenhoeck & Ruprecht, 1978, ISBN 3-525-10254-2, S. 530.
13. ↑  Alain Anderton: Economics. Pearson Education India, ISBN 81-7758-207-0, S. 426.
14. ↑  Alain Anderton: Economics. Pearson Education India, ISBN 81-7758-207-0, S. 426.
15. ↑  John Kenneth Galbraith: The new industrial state. Neuauflage 1967. Princeton University Press, 2007, ISBN 978-0-691-13141-2.
16. ↑  Marina Tamm: Verbraucherschutzrecht. 1. Auflage. Mohr Siebeck, 2011, ISBN 978-3-16-150880-6, S. 146f.